# Tokudaiji Sanesada
Tokudaiji Sanesada (徳大寺実定?   1139 - 1 de febrero de 1192) fue un cortesano de alta categoría y poeta japonés que vivió en las postrimerías de la era Heian y en los primeros años de la era Kamakura. Su padre fue Tokudaiji Kin'yoshi y su madre fue la hija de Fujiwara no Toshitada; tuvo como hijos a Tokudaiji Kinmori y a Tokudaiji Kintsugu. Fue sobrino de Fujiwara no Toshinari y primo de Fujiwara no Sadaie.

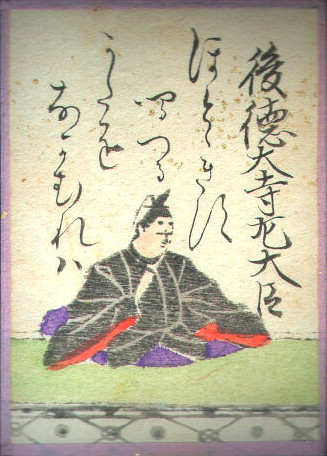
Tokudaiji Sanesada, en el Ogura Hyakunin Isshu.

En 1144 le fue conferido el título de noble y en 1156 fue promovido a Jusanmi. Ascendió a Gondainagon en 1164 y en 1165 fue promovido a Shōsanmi. Luego en 1177 fue nombrado como Dainagon y Konoe Daishō. En 1179 hace una visita con Taira no Kiyomori, líder del clan Taira, al Santuario Itsukushima, relatado en el Heike Monogatari. En 1183 fue ascendido a Naidainagon.
En el mismo año estuvo involucrado durante el Sitio de Hōjūjidono en el que Minamoto no Yoshinaka había logrado secuestrar al Retirado Emperador Go-Shirakawa pero que posteriormente Yoshinaka sería vencido por Minamoto no Yoshitsune. Luego de que Minamoto no Yoritomo, con la complacencia del Retirado Emperador Go-Shirakawa ordenara la captura de Yoshitsune, Yoritomo conformó un grupo de diez cortesanos llamado Gisō, entre los cuales estaría Sanesada. En 1186 fue nombrado como Udaijin y en 1189 como Sadaijin, y fue llamado como Go-Tokudaiji Sadaijin (後徳大寺左大臣?). A finales de 1191 comienza a sufrir una enfermedad y decide convertirse en un monje budista y toma el nombre de Nyoen (如円?), fallecería a comienzos de 1192 a la edad de 53 años.
Escribió varios libros como el diario Niwa Enju-shō (庭槐抄?). Participó en varios concursos de waka, e hizo una compilación personal de poemas waka en el Rin no Shita-shū (林下集?). Algunos de sus poemas fueron incluidos en las antologías imperiales Senzai Wakashū y Shin Kokin Wakashū. También uno de sus poemas fue incluido en la antología Ogura Hyakunin Isshu.